# Sumo (映画)
『Sumo』（スモウ）は、インドのタミル語コメディドラマ映画。ヴェルス・フィルム・インターナショナルとVTV・ガネーシュが製作を手掛け、監督にはシャンカルの『February 14』『Aayiram Vilakku』で助監督を務めたS・P・ホシミンが起用され、主要キャストとしてシヴァ、プリヤ・アーナンド、ヨーギ・バーブが出演しており、力士役として田代良徳（元「東桜山」、最高位は幕下7枚目）が出演している。
2020年1月の公開を予定していたが、新型コロナウイルス感染症の世界的流行を受けて延期された。その後2025年に公開され、賛否両論の評価を受けた。

## あらすじ
相撲の力士がチェンナイの海岸に流れ着き、地元の人々に救助される。コメディチックなドタバタの後、地元の人々は彼の日本への帰国と相撲選手権への挑戦を後押しし、彼は過去を取り戻す。

## キャスト
- シヴァ（英語版）
- プリヤ・アーナンド（英語版）
- 田代良徳
- VTV・ガネーシュ（英語版）
- ヨーギ・バーブ
- スリナート（英語版）
- チェタン（英語版）
- ベサント・ラヴィ（英語版）

## 製作
撮影監督にはラージーヴ・メーナン、音楽監督にはニヴァス・K・プラサンナが起用された。ラジーヴ・メーノーンはストーリーに感銘を受け、製作中断から7年後に力士とのコラボレーションが実現したことで製作に復帰した。力士役の田代良徳は主演を務めるシヴァに起用され出演が決まり、プロデューサーのVTV・ガネーシュも助演として出演している。また、映画には田代の他に18人が力士役で出演している。メーノーンは映画のビジュアルトーンについて、『ベスト・キッド』に近いものになるだろうと語っている。映画の大半は日本の富山県で撮影された。
映画音楽の作曲はプラサンナが手掛け、ソニー・ミュージック・インディアが音楽の権利を取得している。作詞はロケーシュ、パ・ヴィジャイ、カビラン・ヴァイラムトゥが手掛け、歌手としてディワカール、シド・シュリラーム、ナクル・アビヤンカールが参加している。

## 公開
2019年11月、2020年のポンガル祭に合わせて公開されることが発表された。しかし、新型コロナウイルス感染症の世界的流行の影響で映画館が閉鎖されたため、公開が延期された。その後何度か公開予定が発表されたものの実現には至らなかったが、2025年4月25日にようやく劇場公開が実現した。